# Adalberto Giazotto

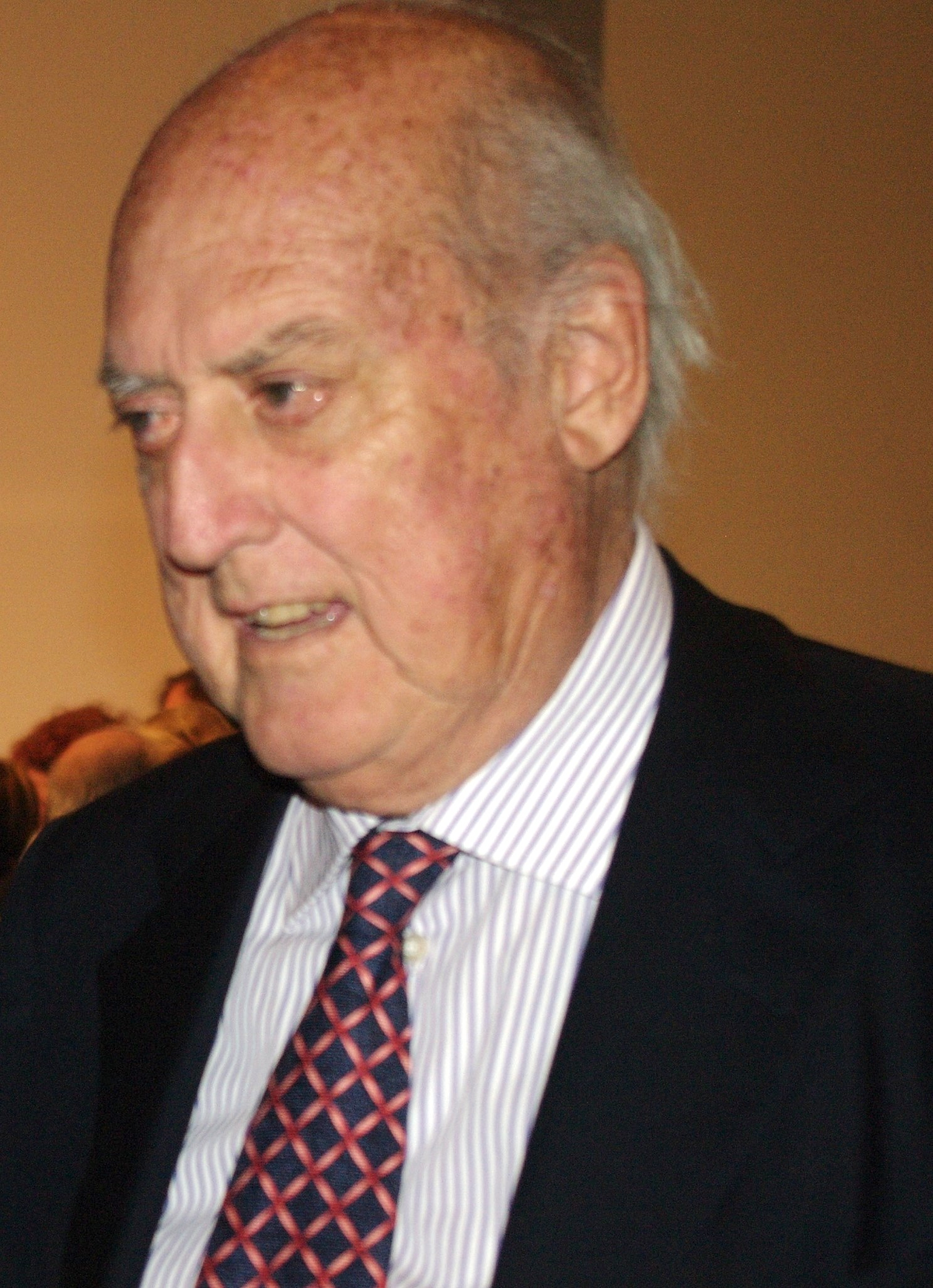
Giazotto 2016

Adalberto Giazotto (* 1. Februar 1940 in Genua; † 16. November 2017) war ein italienischer Physiker und einer der Direktoren des Virgo-Gravitationswellendetektors.

## Leben
Giazotto ist der Sohn des Musikwissenschaftlers Remo Giazotto. Er ging in Mailand zur Schule (Abschluss 1959) und studierte dann an der Universität Rom Physik mit dem Laurea-Abschluss 1964 (mit einer Dissertation in theoretischer Physik bei Rosario Liotta). Danach befasste er sich am nationalen Labor in Frascati bei Edoardo Amaldi und Gherardo Stoppini mit experimenteller Teilchenphysik (Elektroproduktion und Formfaktoren von Mesonen). Als durch die 68er-Unruhen die Forschung dort zum Erliegen kam, ging er an die Laboratorien und das Synchrotron in Daresbury in England, wo er bis 1973 blieb. Danach kehrte er wieder nach Italien zurück und arbeitete in der Gruppe von Lorenzo Foà am CERN. Dort war er an den NA1- und NA7-Experimenten beteiligt.
In den 1980er Jahren war er einer der Initiatoren des Virgo-Laserinterferometers als Detektor für Gravitationswellen. Die Forschung in Italien konzentrierte sich in Pisa (beteiligt war auch der Theoretiker Adriano Di Giacomo) und auf erschütterungsfreie Aufhängung der Spiegel. Um 1987 entstand auch eine Zusammenarbeit mit französischen Physikern um Alain Brillet, die vor allem die laseroptische Seite entwickelten, während die Italiener für die mechanische Seite verantwortlich waren. Die endgültige Genehmigung erfolgte 1993 und die Fertigstellung 2003 (während dieser Zeit wechselten sich Giazotto und Brillet in der Leitung ab).
2016 erhielt Giazotto den Premio Enrico Fermi und im selben Jahr die Matteucci-Medaille und die Amaldi-Medaille. 2018 wurde er posthum mit dem Edison-Volta-Preis ausgezeichnet.
Er besaß auch eine bedeutende Mineraliensammlung (vermehrt durch eigene Sammeltätigkeit und durch Aufkauf bedeutender Sammlungen), die im Naturgeschichtsmuseum in Florenz ausgestellt war. Giazotto starb in der Nacht vom 15. auf den 16. November 2017 im Alter von 77 Jahren.